# Rhynchomicropteron necaphidiforme
Rhynchomicropteron necaphidiforme är en tvåvingeart som beskrevs av Ronald Henry Lambert Disney 1990. Rhynchomicropteron necaphidiforme ingår i släktet Rhynchomicropteron och familjen puckelflugor. Inga underarter finns listade i Catalogue of Life.